# Домеро
Домеро́ (фр. Domeyrot, окс. Domeiròt) — коммуна во Франции, находится в регионе Лимузен. Департамент коммуны — Крёз. Входит в состав кантона Жарнаж. Округ коммуны — Гере.
Код INSEE коммуны — 23072.

## Население
Население коммуны на 2010 год составляло 223 человека.
| 1962 | 1968 | 1975 | 1982 | 1990 | 1999 | 2010 |
| ---- | ---- | ---- | ---- | ---- | ---- | ---- |
| 487  | 455  | 365  | 292  | 246  | 214  | 223  |

## Экономика
В 2010 году среди 130 человек трудоспособного возраста (15—64 лет) 85 были экономически активными, 45 — неактивными (показатель активности — 65,4 %, в 1999 году было 64,2 %). Из 85 активных жителей работали 79 человек (42 мужчины и 37 женщин), безработных было 6 (2 мужчин и 4 женщины). Среди 45 неактивных 11 человек были учениками или студентами, 25 — пенсионерами, 9 были неактивными по другим причинам.